# 埃里克·艾德尔
埃里克·艾德尔（英語：Eric Idle，1943年3月29日—）是一位英国喜剧家、演员、歌手、编剧和喜剧作曲家。艾德尔是英国超现实幽默喜剧团体蒙提·派森的成员、《周六夜现场》撸头士成员以及百老汇音乐剧《火腿骑士》的作者。